# Gastão Cruls
Gastão Cruls (Rio de Janeiro, 4 de maio de 1888 – ibid., 7 de junho de 1959) foi um escritor brasileiro do século XX. É filho do cientista belga Luís Cruls.

## Histórico
Filho do cientista belga Luís Cruls, Gastão Cruls ingressou na Faculdade de Medicina do Rio de Janeiro em 1905, formou-se em Medicina em 1910, tendo se especializado em medicina sanitária.
Atuou na Diretoria Geral de Higiene e Assistência Pública desempenhando o ofício de subcomissário e comissário médico até 1921. Dedicou parte considerável de sua trajetória ao romance, a ciência e aos contos literários, por meio dos quais obteve grande renome. 
Durante o ano de 1926, Gastão Cruls passou cerca de oito meses na Europa, conhecendo diversos países europeus. Após a viagem à Europa, passou a dedicar maior parte de seu tempo à literatura.
Em 1928,  Gastão Cruls a convite do General Cândido Rondon, percorreu por cinco meses uma extensa rota entre Óbidos até a Cordilheira Tumucumaque na divisa com a Guiana Holandesa (atual Suriname). A expedição tinha por objetivo atingir a fronteira entre o Brasil e a Guiana Holandesa, até então inacessível pelo lado brasileiro. Na companhia da Comissão Rondon, Gastão Cruls realizou uma expedição pela selva Amazônica, transcorrendo um percurso desde o Rio Trombetas ao Rio Cuminá, localizados na região norte do território brasileiro. Do diário de viagem sobre a expedição surge a obra A Amazônia que eu vi publicada em 1930.
De 1931 a 1938 dirigiu a revista literária Boletim de Ariel, da Editora Ariel, da qual ele era um dos fundadores, ao lado de Agripino Grieco. Publicou romances e contos. Espelhou nas suas obras a vida brasileira, nomeadamente a realidade amazônica, sem nunca tê-la visitado ou conhecido, captada através de sensações visuais de grande agudeza, e pesquisas em livros dos quais inspirara.
Seu romance de 1925, A Amazônia Misteriosa, certamente inspirado em A Ilha do Dr. Moreau, de H. G. Wells, e ancorado em profundas leituras mitológicas e folclóricas sobre as amazonas, é importante para a ficção científica do Brasil, ganhou uma adaptação para histórias em quadrinhos publicada na revista Edição Maravilhosa da EBAL em novembro de 1955, e foi transformado em filme em 2005, roteirizado por R. F. Lucchetti, sob a direção de Ivan Cardoso, com o título de Um Lobisomem na Amazônia, o filme foi mais além na inspirado no romance de Wells e colocou o próprio Dr. Moreau na história.

## Principais obras
- 1920 - Coivara (contos sobre suas experiências médicas)
- 1923 - Ao Embalo da Rede
- 1925 - A Amazônia Misteriosa
- 1927 - Elsa e Helena
- 1928 - A Criação e o Criador
- 1930 - Amazônia que Eu Vi
- 1934 - Vertigem
- 1938 - História Puxa História
- 1944 - Hileia Amazônica
- 1949 - A Aparência do Rio de Janeiro
- 1950 - Antonio Torres e Seus Amigos
- 1951 - Contos Reunidos
- 1952 - As Artes Plásticas no Brasil - Arte Indígena
- 1954 - De Pai a Filho
- 1958 - Quatro Romances